# Niederdreisbacher Hütte

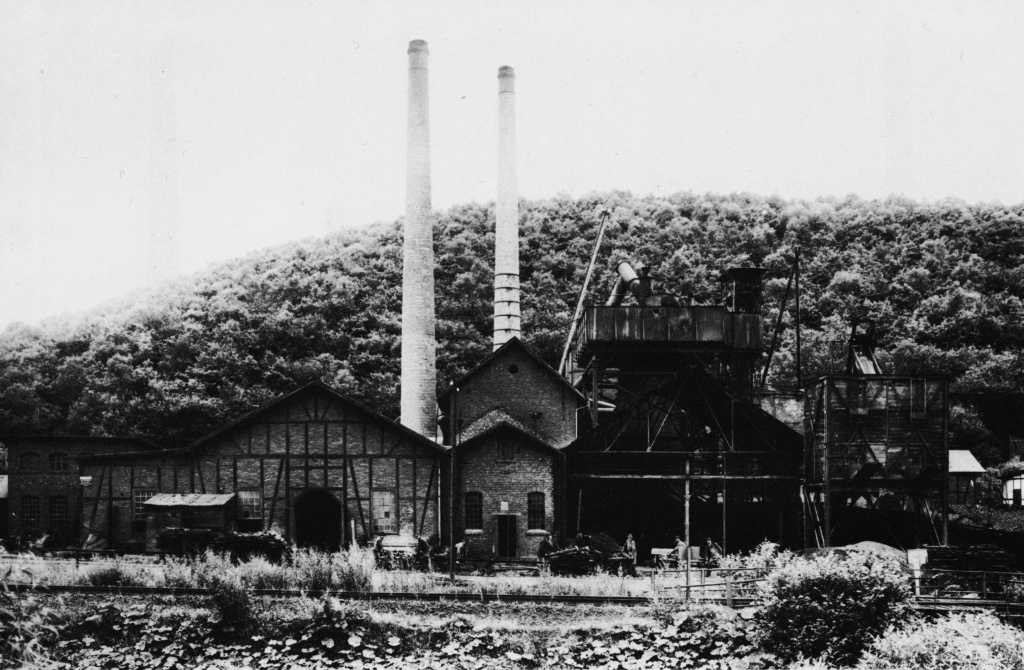
Die Niederdreisbacher Hütte um 1913, fotografiert von Peter Weller (1868–1940)

Die Niederdreisbacher Hütte lag nördlich von Niederdreisbach im Daadetal im Landkreis Altenkirchen. Hergestellt wurde Spiegeleisen wie in der Neugrünebacher Hütte.
Die Hütte wurde 1728 gegründet. Im Jahr 1891 wurde die Hütte durch die Gewerken F. Stauf und H. Ermert aus Betzdorf, G. Weiß aus Hilchenbach und W. Stauf aus Siegen übernommen und an die Daadetalbahn angeschlossen. Bis 1912 gehörte sie diesen Gewerken, dann wurde sie an die Lübecker Firma Possehl verkauft. Diese steigerte die Produktion von Walzenguß- und Spezialroheisen von 600 t auf 1400–1500 t. 1963 wurde die Eisenhütte stillgelegt. Nach der Stilllegung übernahm die Herdorfer Friedrichshütte den Kundenstamm der Niederdreisbacher Hütte.